# الاتحاد من أجل تونس
الاتحاد من أجل تونس هو تحالف سياسي تونسي أعلن عنه الباجي قائد السبسي مؤسس حركة نداء تونس في 7 ديسمبر 2012. وهو جبهة سياسية واسعة النطاق تضم خمسة أحزاب وقد صنف ذلك كمحاولة لتجميع القوى اليسارية والديمقراطية المشتتة.  في تلك الفترة عرف المشهد السياسي التونسي تشتتا حزبيا كبير تمثل في كثرة الأحزاب اليسارية التي قللت من فرصتها في النجاح في انتخبات المجلس الوطنيي التأسيسي في 23 أكتوبر 2011.

## الأحزاب المنتمية للجبهة
- القطب الديمقراطي الحداثي
- حزب العمل الوطني الديمقراطي
- الحزب الاشتراكي
- المسار الديمقراطي الاجتماعي

## الأحزاب المنسحبة
- نداء تونس
- الحزب الجمهوري